# Liste des députés européens de Slovénie de la 9e législature

Cet article présente la liste des députés européens de Slovénie élus lors des élections européennes de 2019 en Slovénie.

## Députés européens élus en 2019
| Nom            | Parti | Parti                      | Groupe parlementaire européen | Portrait |
| -------------- | ----- | -------------------------- | ----------------------------- | -------- |
| Franc Bogovič  |       | Parti populaire slovène    | PPE                           |          |
| Milan Brglez   |       | Sociaux-démocrates         | S&D                           |          |
| Klemen Grošelj |       | Liste de Marjan Šarec      | RE                            |          |
| Tanja Fajon    |       | Sociaux-démocrates         | S&D                           |          |
| Irena Joveva   |       | Liste de Marjan Šarec      | RE                            |          |
| Ljudmila Novak |       | Nouvelle Slovénie          | PPE                           |          |
| Romana Tomc    |       | Parti démocratique slovène | PPE                           |          |
| Milan Zver     |       | Parti démocratique slovène | PPE                           |          |

## Entrants et sortants
| Entrant      | Parti              | Groupe | En remplacement de | Date        | Motif                          |
| ------------ | ------------------ | ------ | ------------------ | ----------- | ------------------------------ |
| Matjaž Nemec | Sociaux-démocrates | S&D    | Tanja Fajon        | 18 mai 2022 | Élection au parlement national |

## Changement d'affiliation
| Membre | Parti  | Parti   | Groupe | Groupe  | Date |
| Membre | Ancien | Nouveau | Ancien | Nouveau | Date |
| ------ | ------ | ------- | ------ | ------- | ---- |